# Era uma vez (expressão)

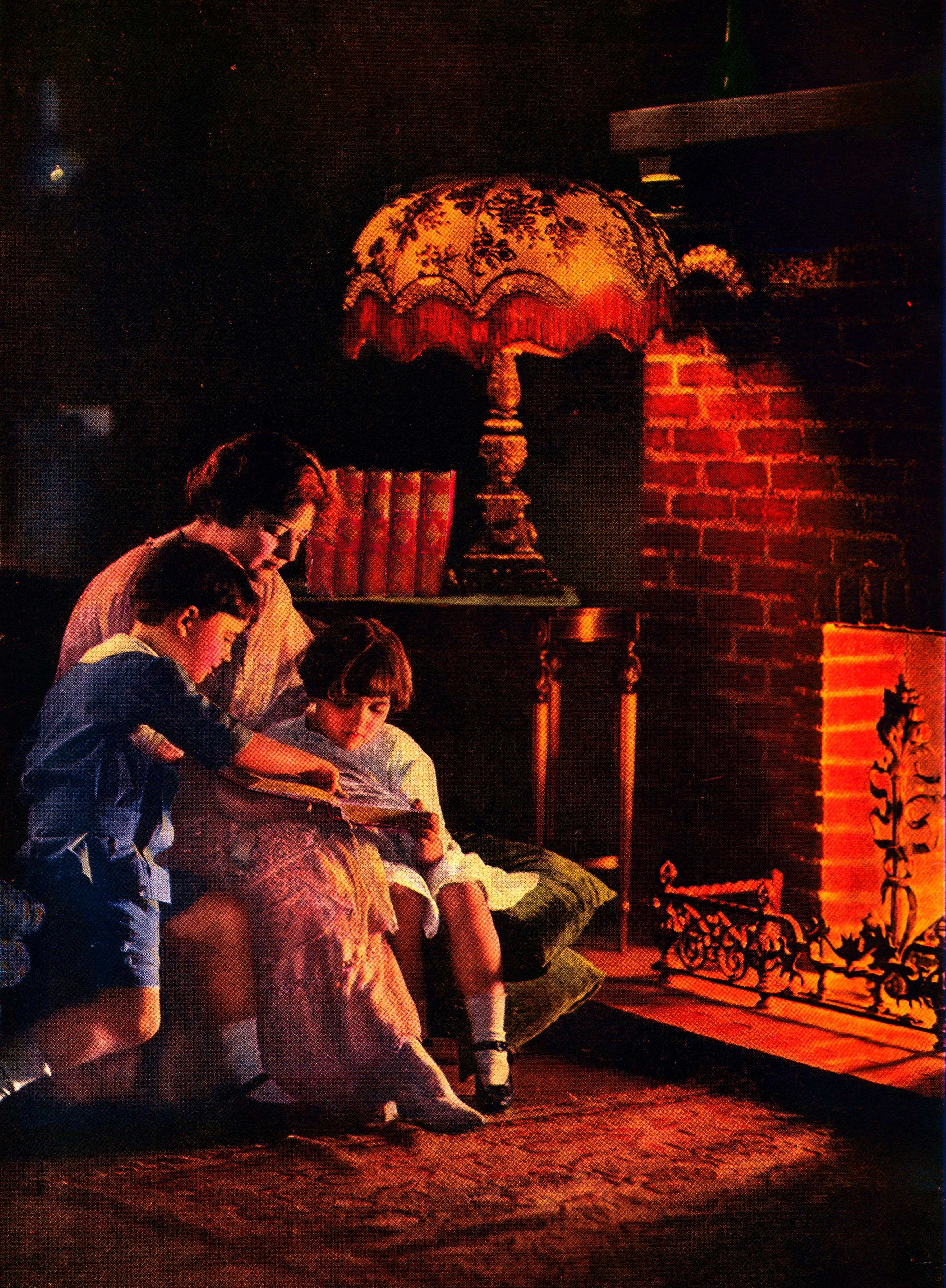
Frontispício para The How and Why Library, 1909

"Era uma vez" é um clichê normalmente utilizado para introduzir narrativas orais para crianças, tais como mitos, fábulas e folclore.
De acordo com o Oxford English Dictionary, a expressão na língua inglesa tem sido usada desde de pelo menos 1380. Em francês, o uso da expressão teve início com Charles Perrault, na obra Os desejos ridículos, escrita por volta de 1694.
A expressão foi comumente utilizada nas traduções originais das histórias de Charles Perrault, como na tradução do francês il était une fois, em Hans Christian Andersen, na tradução do dinamarquês der var engang, assim como nos irmãos Grimm, na tradução do alemão es war einmal.

## Outras línguas
Frases equivalentes em outras línguas usadas para iniciar uma história:
- Afrikaans: Eendag, lank gelede...
- Albanês: Na ishte një herë..
- Alemão: Es war einmal... '
- Árabe algeriano: Hajitek ma jitek (حجيتك ما جيتك)
- Árabe: kân yâ mâ kân fî qadîmi zzamân wsalifî al`aSri wal'awân...(كان يا ما كان،في قديم الزمان، وسالف العصر والأوان)
- Armênio: Կար-չկար...
- Asteca: Biri var idi, biri yox idi...
- Búlgaro: Имало едно време...
- Catalã: Hi havia/això era una vegada
- Chinês: "很久很久以前"
- Coreano: Yet-nal Yet-jeok-e... (옛날 옛적에...)
- Croata: Jednom davno...
- Dinamarquês: Der var engang... ou Engang for længe siden...
- Ekoti (derivação Bantu usada em Moçambique): Rakú z'éepo waarí-vó oswááipu nwúlw'eéne saána
- Eslovaco: Kde bolo - tam bolo...
- Esloveno: Pred davnimi časi ...
- Espanhol:Érase/Había una vez...
- Esperanto: Iam estis...
- Feroês: Einaferð var tað..."
- Filandês: Olipa kerran...
- Francês: Il était une fois
- Galês: Amser maith yn ôl...
- Georgiano: "Iko da ara iko ra, iko..."
- Grego: Μια φορά κι έναν καιρό...
- Hebraico: Hayo hayah pa'am... (היו היה פעם)
- Hindi किसी ज़माने में oppure बहुत पुरानी बात है
- Húngaro: Egyszer volt, hol nem volt, volt egyszer egy...
- Inglês: Once upon a time...
- Indonésia: Dahulu kala...
- Irlandês: Fadó, fadó, fadó a bhí ann (agus bhí rí i nGaillimh)
- Islandês: Einu sinni var…
- Italiano: C´era una volta...
- Japônes: Mukashi mukashi (昔昔, 昔々, むかしむかし).
- Letã: Reiz sen senos laikos...
- Lituano: Vieną kartą...
- Macedônio: Си беше еднаш...
- Malaio: Pandu Oridathu...
- Neerlandês: Er was eens...
- Norueguês: Det var en gang...
- Persa: "روزی روزگاری" (Rouzii, Rouzegaarii); oppure: "یکی بود، یکی نبود، غیر از خدا هیچ کس نبود" (yekii boud, yekii naboud, gheyr az Khoda hich kas naboud).
- Polonês: Dawno, dawno temu...
- Romeno: A fost odata, ca niciodata...
- Russo: Existem algumas variações: Жил был (zhil bwil) (masculino singular), жила была (zhila bwila) (feminino singular), жило было (zhilo bwilo) (neutro singular),  жили были (zhili bwili) (plural):
- Sânscrito: Pūrākāle (पुराकाले)
- Sérvio: Једном давно...
- Suaíli: "Hapo zamani za kale...".
- Sueco: Det var en gång...
- Tâmil: முன்னொரு காலத்திலே...
- Tailandês: กาลครั้งหนึ่งนานมาแล้ว
- Tcheco: Bylo nebylo,...
- Turco: Bir varmış, bir yokmuş. Evvel zaman içinde, kalbur saman içinde... *
- Vietnamita: Ngày xửa ngày xưa...
- Português: Era uma vez...